# Xenophysa afghanorea
Xenophysa afghanorea là một loài bướm đêm trong họ Noctuidae.